# Gottlieb Carl Haubner
Gottlieb Carl Haubner (* 18. September 1806 in Hettstedt; † 17. April 1882 in Dresden) war ein deutscher Tierarzt, Beamter und Hochschullehrer.

## Leben
Der Sohn eines Schneidermeisterehepaares studierte von 1826 bis 1829 Tiermedizin an der Königlichen Tierarzneischule Berlin. Im Jahr 1830 erlangte er die Approbation. Im Jahr 1837 erfolgte die Promotion zum Dr. phil. an der Universität Jena. Von 1831 bis 1836 war Haubner als Kreistierarzt in Ortelsburg tätig, von wo er 1836 als Kreistierarzt nach Greifswald wechselte. Im Jahr 1842 stieg er zum Departementstierarzt für den Regierungsbezirk Stralsund auf.
Neben der Tätigkeit als leitender Verwaltungsbeamter nahm Haubner von 1836 bis 1853 Lehraufträge (ab 1845 Professor) an der landwirtschaftlichen Akademie Eldena wahr. Nach seiner Habilitation war er von 1853 bis 1879 Professor an der Tierarzneischule Dresden und Leiter der Klinik der größeren Haustiere und später der dortigen Poliklinik. Seine Lehrtätigkeit an der Universität umfasste die Krankheitslehre, Arzneimittellehre, allgemeine Viehzucht inkl. Diätetik, polizeiliche und gerichtliche Tierheilkunde. Unter Haubners Regie erfolgte die Reorganisation des Veterinärwesens in Sachsen. Er verfasste zahlreiche wissenschaftliche Aufsätze über Tierkrankheiten im „Magazin für die gesamte Tierheilkunde“ von Ernst Friedrich Gurlt und Carl Heinrich Hertwig und in den Eldenaer Jahrbüchern (Jahrbücher der Königlich-Preußischen staats- und landwirthschaftlichen Academie Eldena).

## Werke
- Landwirthschaftliche Thierheilkunde. Dietze, Anklam 1837.
- Die inneren und äußeren Krankheiten der landwirthschaftlichen Haussäugethiere. Dietze, Anklam 1848, 594 S.; 3. Aufl. 1858, 684 S.; 4. Aufl., 1863, 759 S.; 5. Aufl., 1867, 789 S.; 6. Aufl., 1873, 824 S.; 7. Aufl., Wiegandt, Hempel & Parey, Berlin 1875, 829 S.
- Haubner’s landwirtschaftliche Tierheilkunde, hrsg. O. Siedamgrotzky, 9. vollst. neu bearb. Aufl., 1884, 800 S., hrsg. Oskar Röder, 14. Aufl., 1907, 766 S.; 22. Aufl., 1944, 606 S.
- Handbuch der gesammten Arzneimittellehre, Dietze, Anklam 1838, 284 S.
- Handbuch der Veterinär-Polizei zum Gebrauche für Behörden, Verwaltungs- und Veterinär-Beamte, Aerzte und Thierärzte und zur Belehrung für Landwirthe und Viehbesitzer, Schönfeld, Dresden 1869, 378 S.
- Die Gesundheitspflege der landwirthschaftlichen Haussäugethiere, Koch, Greifswald 1945, 575 S.; Schönfeld, 3. Aufl., Dresden 1872, 652 S.; 4. Aufl., 1881, 670 S.